# デクスティリティ島
デクスティリティ島 (英語: Dexterity Island) は、カナダ、ヌナブト準州のクィキクタアルク地域にある無人島。島は、北極諸島のバフィン島北東海岸沖のバフィン湾に位置する。アダムズ島は19.3 km (12.0 mi)南、バーゲセン島は17.2 km (10.7 mi)西にある。

## 歴史
イヌイットの居住区がデクスティリティ島に存在したが、ハドソン湾会社の到着前に去った。このグループは、冬に内陸で、夏に東側でキャンプをした。